# بیکن پرس
بیکن پرس (انگلیسی: Beacon Press) شرکت انتشارات آمریکایی است، که در سال ۱۸۵۴ تأسیس شد.